# Hidden Treasures
Hidden Treasures – minialbum thrashmetalowego zespołu Megadeth, wydany 18 lipca 1995 roku. Składa się z ośmiu wcześniej publikowanych na zbiorowych wydawnictwach utworów.

## Lista utworów

### Oryginalna lista utworów
1. "No More Mr. Nice Guy" cover Alice Cooper(Alice Cooper, Michael Bruce) – 3:02
  - Pochodzi z soundtracku do filmu Shocker
2. "Breakpoint" (Dave Mustaine, Dave Ellefson, Nick Menza) – 3:29
  - Pochodzi z soundtracku do filmu Super Mario Bros.
3. "Go to Hell" (Mustaine, Marty Friedman, Ellefson, Menza) – 4:36
  - Pochodzi z soundtracku do filmu Bill & Ted's Bogus Journey
4. "Angry Again" (Mustaine) – 3:47
  - Pochodzi z soundtracku do filmu Last Action Hero
5. "99 Ways to Die" (Mustaine) – 3:58
  - Pochodzi z kompilacji The Beavis and Butt-head Experience
6. "Paranoid" cover Black Sabbath(Ozzy Osbourne, Tony Iommi, Geezer Butler, Bill Ward) – 2:32
  - Pochodzi z kompilacji Nativity in Black: A Tribute to Black Sabbath
7. "Diadems" (Mustaine) – 3:56
  - Pochodzi z soundtracku do filmu Tales from the Crypt Presents Demon Knight
8. "Problems" cover Sex Pistols(Johnny Rotten, Steve Jones, Glen Matlock, Paul Cook) – 3:57
  - Pochodzi z promo À Tout le Monde

### Lista utworów na limitowanej edycji
1. "A Tout le Monde" (Mustaine) – 4:29
  - Pierwotnie na Youthanasia
2. "Symphony of Destruction (Demo)" (Mustaine) – 5:29
  - Pierwotnie na Countdown to Extinction
3. "Architecture of Aggression (Demo)" (Mustaine, Ellefson) – 2:49
  - Pierwotnie na Countdown to Extinction
4. "New World Order" (Demo) (Mustaine, Friedman, Ellefson, Menza) – 3:47
  - Pierwotnie na Youthanasia
5. "No More Mr. Nice Guy" (Cooper, Bruce) – 3:02
  - Pierwotnie na soundtracku do filmu Shocker
6. "Breakpoint" (Mustaine, Ellefson, Menza) – 3:29
  - Pierwotnie na soundtracku do filmu Super Mario Bros.
7. "Go to Hell" (Mustaine, Friedman, Ellefson, Menza) – 4:36
  - Pierwotnie na soundtracku do filmu Bill & Ted's Bogus Journey
8. "Angry Again" (Mustaine) – 3:48
  - Pierwotnie na soundtracku do filmu Last Action Hero
9. "99 Ways to Die" (Mustaine) – 3:58
  - Pierwotnie na kompilacji The Beavis and Butt-head Experience
10. "Paranoid" (Osbourne, Iommi, Butler, Ward) – 2:32
  - Pierwotnie na kompilacji Nativity in Black: A Tribute to Black Sabbath
11. "Diadems" (Mustaine) – 3:55
  - Pierwotnie na soundtracku do filmu Tales from the Crypt Presents Demon Knight
12. "Problems" (Rotten, Jones, Matlock, Cook) – 3:57
  - Pierwotnie na promo A Tout le Monde

### Lista utworów na reedycji
1. "No More Mr. Nice Guy" (Cooper, Bruce) – 3:02
  - Pierwotnie na soundtracku do filmu Shocker
2. "Breakpoint" (Mustaine, Ellefson, Menza) – 3:29
  - Pierwotnie na soundtracku do filmu Super Mario Bros.
3. "Go to Hell" (Mustaine, Friedman, Ellefson, Menza) – 4:36
  - Pierwotnie na soundtracku do filmu Bill & Ted's Bogus Journey
4. "Angry Again" (Mustaine) – 3:48
  - Pierwotnie na soundtracku do filmu Last Action Hero
5. "99 Ways to Die" (Mustaine) – 3:58
  - Pierwotnie na kompilacjiThe Beavis and Butt-head Experience
6. "Paranoid" (Osbourne, Iommi, Butler, Ward) – 2:32
  - Pierwotnie na kompilacji Nativity in Black: A Tribute to Black Sabbath
7. "Diadems" (Mustaine) – 3:55
  - Pierwotnie na soundtracku do filmu Tales from the Crypt Presents Demon Knight
8. "Problems" (Rotten, Jones, Matlock, Cook) – 3:57
  - Pierwotnie na promo A Tout le Monde
9. "A Tout le Monde" (Mustaine) – 4:29
  - Pierwotnie na Youthanasia
10. "Symphony of Destruction (Demo)" (Mustaine) – 5:29
  - Pierwotnie na Countdown to Extinction
11. "Architecture of Aggression (Demo)" (Mustaine, Ellefson) – 2:49
  - Pierwotnie na Countdown to Extinction
12. "New World Order" (Demo) (Mustaine, Friedman, Ellefson, Menza) – 3:47
  - Pierwotnie na Youthanasia

## Twórcy
- Dave Mustaine – wokal, gitara
- Dave Ellefson – bas
- Marty Friedman – gitara
- Nick Menza – perkusja